# Цитадель Дамаска
Цитадель Дамаска (араб. قلعة دمشق‎) — средневековая цитадель (крепость) в Дамаске, построенная в эпоху Айюбидов.
Цитадель является одним из важнейших памятников военной архитектуры и исламского искусства периода Айюбидов на территории Сирии и в 1979 году была включена в список объектов Всемирного наследия ЮНЕСКО. Цитадель располагается в северо-западной части старых городских стен Дамаска, столицы Сирии, между воротами Баб-эль-Фарадис и Баб-эль-Джабия. Считается частью дамаскского Старого города.

## История

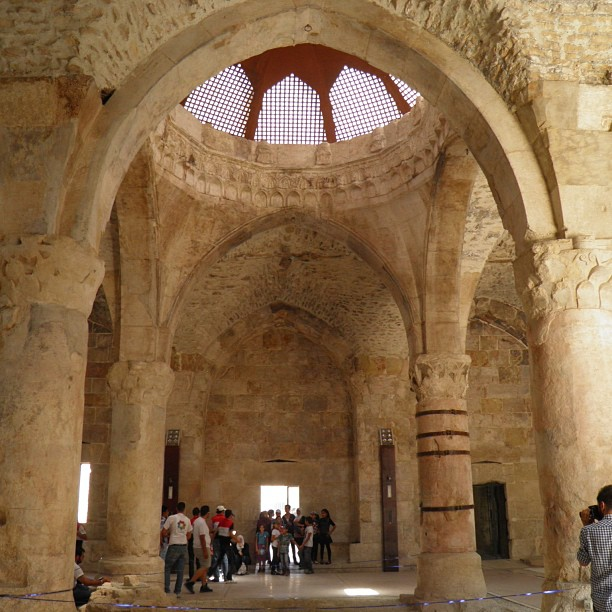
Тронный зал

Строительство первой цитадели в Дамаске, по некоторым предположениям, началось при римском императоре Диоклетиане (284—305 годы правления). К такому выводу учёные пришли после анализа техники строительства и отделки. В византийские времена и раннеисламский период крепость была перестроена на запад. По историческим документам X века известно, что старая цитадель была разрушена. Некоторые арабские учёные оспаривают безусловность доказательств существования здесь крепости в эллинистический или римский период.
В 1071 году сельджукский правитель Атсыз бен Увак решил построить новую цитадель, однако уже в 1078 году власть перешла к Тутушу I, реализовавшему эти планы. Сельджукские цитадель была сделана в форме римского каструма. Со всех четырёх сторон были построены ворота. Строительные работы проходили с 1076 по 1095 год. Внутри цитадели была также построена резиденция «Дом роз».
После землетрясений 1201 и 1202 годов цитадель была разрушена, и наследник Саладина, его брат аль-Адил I, в 1203 году принял решение о восстановлении оборонительных сооружений. Новые укрепления были интегрированы в старые, уцелевшие после землетрясений. Восстановительные работы проводились с 1203 по 1216 год. Впоследствии вплоть до монгольского вторжения цитадель оставалась под контролем Айюбидов и штурмовалась лишь раз, в 1239 году.
Во время осады монголами в 1260 году большие повреждения от катапульты получила западная стена цитадели. Множество дворцовых помещений сгорели в пожаре. После захвата Дамаска монголы приказали разрушить цитадель, и почти вся северная её сторона была разобрана.
Во времена правления мамлюкского султана Кутуза началось восстановление цитадели. Кутуз приказал достроить башни и стены с северной стороны. В 1298 году монголы вновь осадили Дамаск. Правитель Дамаска Аль-Дин организовал оборону цитадели и не дал возможности монголам использовать катапульты. Ради этого он забросал окружающие строения гранатами, наполненными маслом. Кроме того, он послал наёмных убийц уничтожить военачальника монголов. В 1309 году при Аль-Насире Мухаммеде были устранены повреждения цитадели, полученные в ходе второй монгольской осады. 24 марта 1401 года, после того как город Дамаск сдался войскам Тамерлана, тот осадил цитадель Дамаска, где ещё оставались защитники города. Тамерлан разбил стены цитадели с помощью огня и уксуса. Большая часть укреплений цитадели тогда сгорела. Но уже к 1405 году внешний пояс обороны был восстановлен.
В 1516 году, когда Сирия была завоёвана Османской империей, Дамаск сдался без боя, и к началу XVII века в цитадели был устроены казармы для пехотных подразделений османских янычар.
В XVIII веке цитадель снова пострадала от землетрясения. Дело восстановления цитадели взял на себя османский султан Мустафа III. Восстановительные работы были завершены к 1761 году.
В XIX веке цитадель стала терять своё военное значение. В 1875 году был засыпан ров, имея ширину 18 м и глубину 4,5 м. Её последнее военное использование относится к 1925 году, ко времени вспыхнувшего восстания против французского правления в Сирии. Французы, укрепившиеся в цитадели, обстреливали из неё расположенный к югу старый район Аль-Харика, где находились повстанцы. До 1986 года она использовалась в качестве казарм и тюрьмы.
В середине 1980-х годов были начаты длительные реставрационные работы, восстановлена юго-западная башня по образцу юго-восточной. В 1987 году проходила реставрация западной стороны, была завершена реставрация северной и восточной стороны. По состоянию на 2011 год (начало гражданской войны в Сирии) реставрационные и исследовательские работы продолжались, экскурсии в цитадель не проводились.